# 楊詩敏
楊詩敏（英語：Harriet Yeung Sze Man，1975年12月29日—），暱稱蝦頭，香港演員，前無綫電視基本藝人合約及前邵氏兄弟藝員。

## 「蝦頭」起源
楊詩敏入讀中一年級時正值大家樂推出大蝦套餐，碰巧當時官方以不討好的蝦頭人身公仔作宣傳，一名中二級男同學原約楊詩敏到快餐店用膳，並以此取笑她。但因她沒有反應，該名同學便在校內到處稱呼楊詩敏為「蝦頭」，自此因楊詩敏覺得「蝦頭」一名具親切感，入行前至今一直當此為其暱稱。

## 背景

### 早年生活
楊詩敏早年在香港島鰂魚涌長大，有一名少兩歲的胞弟，父親經營五金店。她就讀北角循道學校（1988年小六），與香港話劇團成員黃慧慈同學，讀書成績優異。升讀中學以後是校內籃球隊成員，1993年畢業於張祝珊英文中學，同屆同學有數學科補習天王許思明（Dick Hui）（初中同班同學）、財經事務及庫務局局長許正宇（初中同班同學）以及填詞人梁栢堅（兼小學同班同學）。她自初中起已籌劃校園表演活動及小型音樂劇，以術科學業表現較佳，製作選段音樂劇的同時也會粉墨登場，曾於公開滅罪話劇比賽獲獎。
到了香港中學會考放榜之前，楊詩敏明白自己非讀書料子，於是在同學鼓勵下陪伴同學報考香港演藝學院。後來分別於1998及1999年在香港演藝學院修畢導演系藝術榮譽學士及表演系演藝深造文憑（與羅敏莊為同學）。而此前修讀文科的她於1993年香港中學會考中考獲14分成績，以中國歷史科表現遜色。楊詩敏之所以選讀導演系，原因出於她對自己的外表沒有信心，加上傾向走型格路線，所以去完成合共5年的藝術榮譽學士課程。惟她認為個性上不太適合當導演，如是選擇跟隨毛俊輝學習演戲，修讀演藝深造文憑1年。

### 事業發展
從演藝學院畢業後，楊詩敏一直跟香港不同劇團合作，亦作學校巡迴表演，卻基於不想成為劇團或電視台合約演員而以自由身身份工作。至2003年才加入嗇色園主辦可譽中學暨可譽小學，任職小學戲劇科文憑教師至2006年離職。離職原因出於她要同時兼顧排練劇目與教學工作，導致聲帶受損，因此決定辭去教職。她早於2002年演出W創作社劇目《廢柴》時建立其喜劇形象，於2007年獲香港戲劇協會香港舞台劇獎「最佳女主角（喜／鬧劇）獎」，同年再度獲「最佳女配角（喜／鬧劇）獎」提名。2000年代初曾應徵保險經紀、售貨員、侍應等工種，以幫補家計。
2007年，楊詩敏獲詹瑞文垂青（詹氏在留意楊詩敏於《你咪理，我愛你，死未？》的表現後提出邀請），加入他和甄詠蓓的PIP劇場成為全職演員及PIP藝術學校導師，曾參演《戲王之王》、《十分愛》及《我的最愛》等電影。2012年8月正式加入亞洲電視，主持《娛樂CIA》，2013年3月離開亞視。及至2013年3月，她因PIP劇場要轉型而離開，同年7月獲曾觀看她《潮性辦公室》演出的監製文偉鴻邀請轉投無綫電視，成為旗下合約藝員。同期夥拍林柏希為新城知訊台主持「晨希Good Day」。2020年，楊詩敏曾到法國埃唐普上戲劇班。2021年3月約滿離開無綫電視，並恢復自由身。劇集《愛美麗狂想曲》成為其服務無綫之最後作品。她同年7月夥拍火火主持ViuTV節目《生存演技派》，12月於九龍灣國際展貿中心舉行首個自資的個人演出《ReBirthDay 蝦頭慈善音樂劇場》。
其後於2023年，楊詩敏憑電影《正義迴廊》首度角逐電影獎項，入圍第41屆香港電影金像獎最佳女配角。

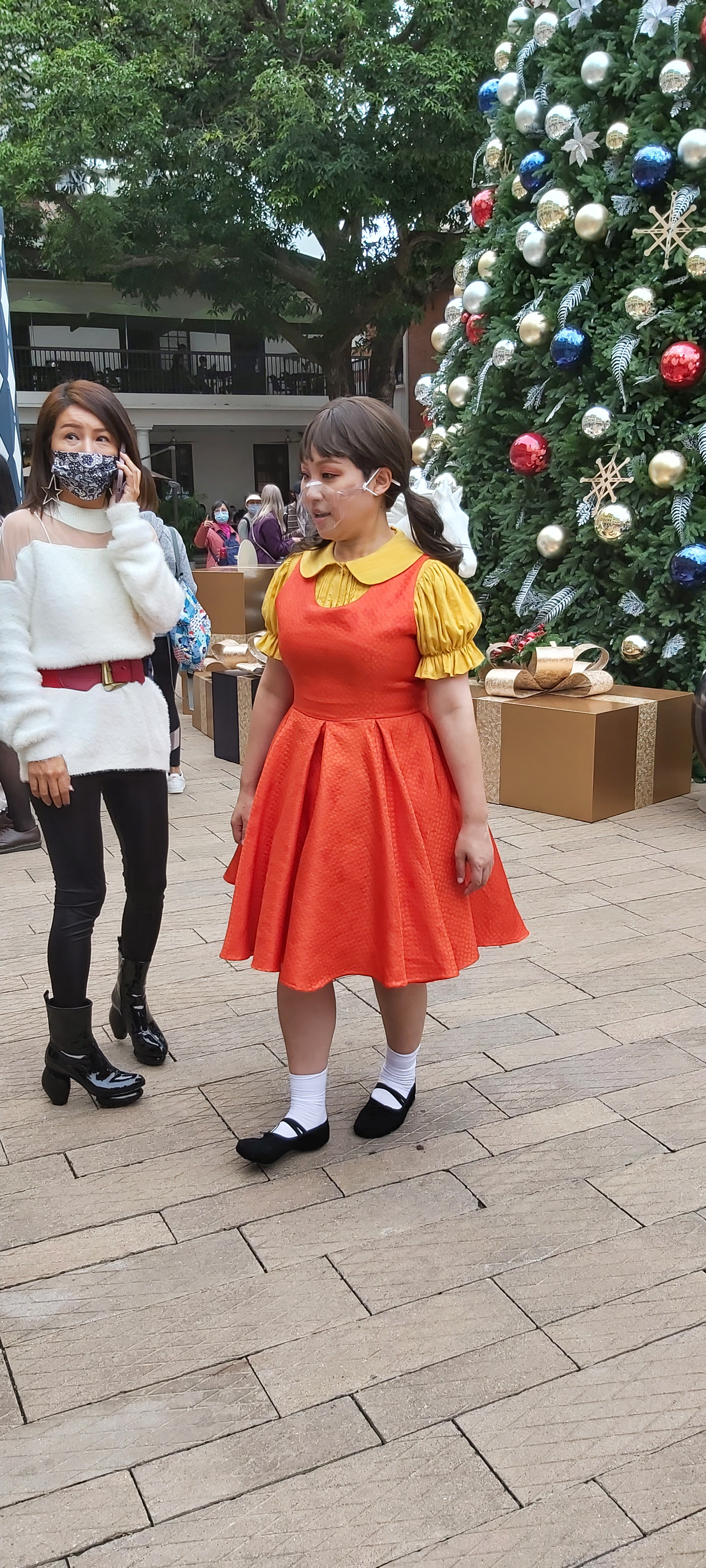
2021年12月《聖誕．老鼠・胡桃鉗》宣傳演出後留影，白衣者為前藝人吳文忻，黃衣者為蝦頭楊詩敏

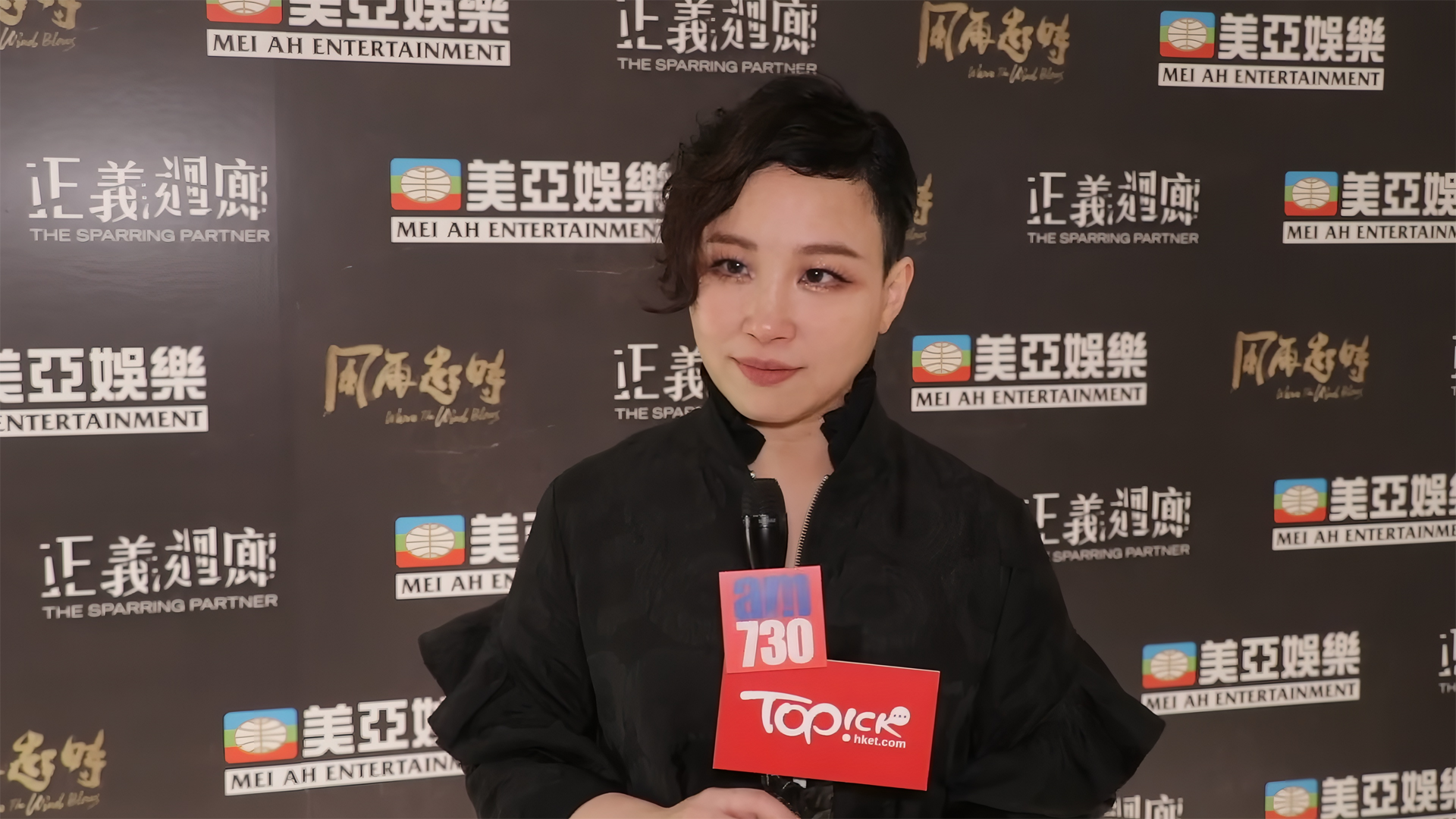
楊詩敏於香港電影金像獎2023慶功宴活動上接受傳媒訪問

## 個人生活
楊詩敏未婚；她曾與多個行業的人士拍拖，又曾與火火及製作人邵子風成為情侶。

## 演出作品
*以下列表只記錄楊詩敏演出過的影視作品，若有遺漏，請協助補充相關資料。

### 電視劇（無綫電視）
| 翡翠台首播              | 劇名             | 角色              | 備註       |
| ----------------------- | ---------------- | ----------------- | ---------- |
| 2013年                  |                  |                   |            |
| 11月25日－12月20日      | My盛Lady         | 羅 娜             | 单元女主角 |
| 2014年                  |                  |                   |            |
| 12月23日－2014年1月17日 | 貓屎媽媽         | 湯麗媛            | 客串       |
| 4月5日                  | 廉政行動2014     | Maggie            | 单元角色   |
| 9月7日                  | 我們的天空       | 戴珊              | 客串       |
| 10月6日－11月1日        | 再戰明天         | 顧惠珠            |            |
| 12月16日－2015年1月9日  | 八卦神探         | 車季美（May May） |            |
| 2015年                  |                  |                   |            |
| 10月26日－12月6日       | 東坡家事         | 蘇大妹            |            |
| 2016年                  |                  |                   |            |
| 2月9日－3月25日         | 公公出宮         | 金大力            |            |
| 5月21日                 | 廉政行動2016     | 張惠蘭            | 单元女主角 |
| 12月12日－2017年1月1日  | 流氓皇帝         | 龍川鳳            |            |
| 2017年                  |                  |                   |            |
| 7月17日－8月25日        | 超時空男臣       | 吳笑霞（霞姨）    |            |
| 9月24日－12月3日        | 雜警奇兵         | 謝曉心            | 單元女主角 |
| 11月6日－2018年1月12日  | 誇世代           | Kitty             | 特别演出   |
| 2018年                  |                  |                   |            |
| 3月5日－3月30日         | 翻生武林         | 小龍姑            |            |
| 7月9日－8月3日          | BB來了           | 妮                | 客串       |
| 10月29日－11月30日      | 是咁的，法官閣下 | 黃珍妮（Anna）    |            |
| 2019年                  |                  |                   |            |
| 4月6日                  | 廉政行動2019     | 梁靖文            | 单元女主角 |
| 7月22日－8月30日        | 包青天再起風雲   | 阮初四            | 單元女主角 |
| 2020年                  |                  |                   |            |
| 11月9日 - 12月27日      | 使徒行者3        | 金太              | 客串       |
| 2021年                  |                  |                   |            |
| 3月22日－4月30日        | 愛美麗狂想曲     | 蔡思琪            |            |

### 電視劇（ViuTV）
| ViuTV首播               | 劇名       | 角色   | 備註 |
| ----------------------- | ---------- | ------ | ---- |
| 2022年                  |            |        |      |
| 12月26日－2023年1月20日 | 心靈師     | 黎敏君 |      |
| 2024年                  |            |        |      |
| 12月23日－2025年1月27日 | 無用的謊言 | 張桂香 |      |

### 網絡劇（big big channel）
- 2017年：降魔的番外篇 - 首部曲

### 舞台劇
- 2000年：《遇上1941的女孩》
- 2002年：《廢柴》
- 2003年：《馴情記》
- 2003年：《次貨》
- 2005年：《梁祝下世傳奇》
- 2005年：《你咪理，我愛你，死未？》
- 2005年：《你今日拯救咗地球未呀?》
- 2006年：《大汗推拿》
- 2006年：《愈笨愈開心》
- 2006年：《你咪理，我愛你，死未？》（重演）
- 2006年：《大煞風景》
- 2006年：《大汗推拿》（重演）
- 2006年：《南方的夜點解特別長?》
- 2006年：《你咪理，我愛你，死未？》（三度公演）
- 2006年：《錫錫啤啤熊》
- 2007年：《山水又相逢》
- 2007年：《一篤戲》（節目二）之「奶神宿命之絕代金華火腿」
- 2007年：《一期一會》
- 2007年：《一期一會》（重演）
- 2007年：《惡人谷》
- 2007年：《蛇鼠一窩》
- 2007年：《尋找聖誕小肥羊》
- 2008年：《一篤戲Encore》之「奶神宿命6絕代金華火腿」（重演）
- 2008年：《仲夏夜之夢》
- 2008年：《超無聊要愛》
- 2008年：《超人阿四》
- 2008年：《蛇鼠一窩》
- 2008年：《弊家伙！巫婆靚靚唔見咗！》
- 2008年：「劇場裡的臥虎與藏龍」之《愛在地球好熱時》（圍讀）
- 2009年：《海盜家族77》
- 2009年：《大世界－黑危的夢音樂劇場》
- 2009年：《港女發狂之港男發瘟》
- 2009年：《家家春秋》
- 2009年：《港女發狂之港男發瘟》（o靚模襲地球）
- 2009年：《潮性辦公室》
- 2010年：《𡃁模襲地球》
- 2010年：《潮性辦公室》（重演）
- 2010年：《真的等不了》
- 2010年：《情人眼裡出壽司》
- 2010年：《笑帝》
- 2010年：《Jam歌有情人》
- 2011年：《戀 Love Love》
- 2011年：《踢舘》
- 2011年：《潮性辦公室》（三度公演）
- 2011年：《戀 Love Love》Director's+cut（重演）
- 2011年：《女人之虎》
- 2011年：《微男博女》
- 2012年：《失戀單位》
- 2012年：《女人之虎之挑剔女王》
- 2012年：《求戀期Q娃》
- 2012年：《潮性辦公室》（四度公演）
- 2013年：《求戀期Q娃》（重演）
- 2013年：《微男博女》
- 2013年：《Q畸大道》
- 2013年：《Upcycle Me!》
- 2013年：《穿Kenzo的女人》音樂劇（圍讀）
- 2014年：《Q畸大道》（重演）
- 2014年：《鄭多燕猛人熱辣SHOW》
- 2014年：《生命的樂園》
- 2017年：《你咪理，我愛你，死未！》COME BACK
- 2018年：《短暫的婚姻》
- 2018年：「忙與盲」第三部曲《哈雷彗星的眼淚》
- 2019年：《短暫的婚姻》
- 2020年：《今晚打老虎》
- 2021年：《路比和嫲嫲的鐵路5號》
- 2022年：《妓寨英雄宴》
- 2022年：《下一站...正常》
- 2022年：《短暫的婚姻》（重演）
- 2023年：《忙與盲的分離時代》
- 2024年：《香港式離婚》
- 2025年：《FLDPK肥蘭的拼勁》

### 電影
- 2004年：《煎釀叄寶》 飾 才女
- 2007年：《戲王之王》
- 2007年：《十分愛》 飾 阿南
- 2008年：《我的最愛》 飾 阿瓊
- 2011年：《人約離婚後》 飾 蝦頭
- 2011年：《猛男滚死队》 飾 施九
- 2012年：《等我愛你》 飾 阿玲
- 2013年：《潮性辦公室》
- 2014年：《完美假妻168》 飾 陳太太
- 2015年：《全力扣殺》 飾 林連
- 2015年：《哪一天我們會飛》 飾 雅玲
- 2015年：《踏血尋梅》 飾 警花
- 2015年：《同班同學》 飾 Rita媽
- 2017年：《小男人週記3之吾家有喜》 飾 菲菲
- 2017年：《喵星人》 飾 金老師
- 2017年：《愛情奴隷獸》
- 2018年：《我的情敵女婿》 飾 Anna
- 2020年：《乜代宗師》 飾 花姑
- 2021年：《梅艷芳》 飾 安妮姐姐
- 2022年：《正義迴廊》 飾 唐文珊
- 2025年：《臨時決鬥》 飾 林碧珠
- 2025年：《麻雀女王追男仔》 飾 飛英姐

### 節目主持
- 2012年：娛樂CIA（亞洲電視）
- 2021年：生存演技派（ViuTV）

### 配音
- 2011年：《藍精靈》 聲演 Odile
- 2015年：《玩轉腦朋友》 聲演 阿憎
- 2021年：《太空也入樽 改朝換代》 聲演 James妻子
- 2021年：《波士BB 2細祖》 聲演 蒂娜·普頓/波士BB
- 2024年
  - 《玩轉腦朋友2》 聲演 阿憎
  - 《發夢製作公司》 聲演 阿憎

### 音樂錄像
- 2011年：《你們的幸福》 謝安琪
- 2014年：《你的男人》 許志安
- 2017年：《獨愛》 湯寶如
- 2018年：《夜半超人》 蔡一傑
- 2019年：《雲吞》 鄧小巧
- 2020年至2021年：《精神病系列》四部曲 雷深如
- 2022年：《Auntie》 林海峰
- 2022年：《重要嘅嘢講三次》 林海峰

### 其他演出/嘉賓
- 2017年：喜劇之王（演出、廣東廣播電視台）
- 2021年：晚吹－有酒今晚吹（嘉賓、ViuTV）
- 2022年：肥美人（評判及嘉賓、ViuTV）
- 2023年：One Day 約會實況（嘉賓、ViuTV）

## 廣告
- 2014年：八達通自動增值
- 2016年：28Hse.com
- 2021年：位元堂金裝剛勁

## 個人創作
- 2015年：《蝦魔功 蝦頭降男秘笈》（萬里機構、知出版社出版）

## 獎項紀錄
| 年份   | 頒獎典禮             | 獎項       | 影片         | 角色   | 結果 |
| ------ | -------------------- | ---------- | ------------ | ------ | ---- |
| 2023年 | 第41屆香港電影金像獎 | 最佳女配角 | 《正義迴廊》 | 唐文珊 | 提名 |

## 外部連結
- 蝦頭 楊詩敏的Facebook專頁
- 楊詩敏 蝦頭的新浪微博
- 楊詩敏 蝦頭的Instagram帳戶
- 楊詩敏在互联网电影资料库（IMDb）上的資料（英文）
- 楊詩敏在豆瓣上的资料（简体中文）
- 楊詩敏在香港影庫上的簡介
- 盛女滋潤手冊 蝦頭楊詩敏
- 楊詩敏不懼師徒演夫妻 戲中貼身服侍詹瑞文 （页面存档备份，存于）
- 香港電台第一台廣播節目「守下留情」楊詩敏訪問（6），2023年2月22日